# أندريه غيريرو روتشا
أندريه غيريرو روتشا (بالبرتغالية: André Rocha‏) هو لاعب كرة قدم برازيلي في مركز ظهير ‏، ولد في 19 أغسطس 1984 في ساو باولو في البرازيل. لعب مع أتلتيكو باراناينسي وبورتوغيزا سانتيستا وجمعية بورتوغيزا الرياضية ونادي بالميراس ونادي بانيتوليكوس ونادي بوتافوغو اس بي ونادي بونتي بريتا ونادي دالاس ونادي فاسكو دا غاما ونادي فيغورينسي.

## وصلات خارجية
- أندريه غيريرو روتشا على موقع الدوري الأمريكي (الإنجليزية)
- أندريه غيريرو روتشا على موقع قاعدة بيانات كرة القدم.إي يو (الإنجليزية)
- أندريه غيريرو روتشا على موقع Soccerway.com (الإنجليزية)